# آبشار کومرا
آبشار کومرا (به انگلیسی: Coomera Falls) آبشاری است که در کوئینزلند، استرالیا واقع شده و ارتفاع کلی ریزشگاه آن ۶۴ متر است.